# Σ-Algebra der τ-Vergangenheit
Die σ-Algebra der τ-Vergangenheit, auch Vergangenheit von τ genannt, ist in der Wahrscheinlichkeitstheorie ein spezielles Mengensystem, genauer eine σ-Algebra. Sie entsteht durch Kombination einer Filtrierung mit einer Stoppzeit und findet meist Anwendung bei Aussagen über gestoppte Prozesse, also stochastische Prozesse, die an einem zufälligen Zeitpunkt angehalten werden. Zu diesen Aussagen gehören beispielsweise das Optional Stopping Theorem, das Optional Sampling Theorem und die Definition der starken Markow-Eigenschaft.

## Definition
Gegeben sei ein Wahrscheinlichkeitsraum {\displaystyle (\Omega ,{\mathcal {A}},P)} sowie eine Filtrierung {\displaystyle \mathbb {F} =({\mathcal {F}}_{t})_{t\in T}} bezüglich der Ober-σ-Algebra {\displaystyle {\mathcal {A}}} und eine Stoppzeit {\displaystyle \tau } bezüglich {\displaystyle \mathbb {F} }. Dann heißt
{\displaystyle {\mathcal {F}}_{\tau }=\{A\in {\mathcal {A}}\,|\,A\cap \{\tau \leq t\}\in {\mathcal {F}}_{t}{\text{ für alle }}t\in T\}}
die σ-Algebra der τ-Vergangenheit.

## Eigenschaften
Sind {\displaystyle \sigma ,\tau } Stoppzeiten und ist {\displaystyle \sigma \leq \tau }, so ist {\displaystyle {\mathcal {F}}_{\sigma }\subset {\mathcal {F}}_{\tau }}.
Des Weiteren ist {\displaystyle \tau } immer {\displaystyle {\mathcal {F}}_{\tau }}-messbar.
Ist {\displaystyle \tau <\infty }, so lässt sich zu einem stochastischen Prozess
{\displaystyle X=(X_{t})_{t\in T}}
eine „gesampelte“ Zufallsvariable
{\displaystyle X_{\tau }\colon \omega \mapsto X_{\tau (\omega )}(\omega )}
definieren. Ist zusätzlich {\displaystyle T} höchstens abzählbar und der stochastische Prozess adaptiert, so ist {\displaystyle X_{\tau }} immer {\displaystyle {\mathcal {F}}_{\tau }}-messbar. Die Zufallsvariable {\displaystyle X_{\tau }} sollte nicht mit dem gestoppten Prozess {\displaystyle X^{\tau }} verwechselt werden, insbesondere da die Notation in der Literatur nicht einheitlich ist.
Anschaulich besteht die Zufallsvariable {\displaystyle X_{\tau }} im Falle der Indexmenge {\displaystyle T=\mathbb {N} } auf der Menge {\displaystyle \{\tau =0\}} aus der Zufallsvariable {\displaystyle X_{0}}, auf der Menge {\displaystyle \{\tau =1\}} aus {\displaystyle X_{1}} etc. Damit ergibt sich in diesem Fall die alternative Definition
{\displaystyle X_{\tau }=\sum _{n=0}^{\infty }\mathbf {1} _{\{\tau =n\}}X_{n}}.